# Wittekindsburg (Rulle)
Die Wittekindsburg im Nettetal bei Rulle im Osnabrücker Bergland besaß eine Fläche von ca. 16 Hektar und gilt als größte frühmittelalterliche Befestigungsanlage (Höhenburg) Niedersachsens. Heute besteht sie nur noch aus einer Reihe von Grundmauern.

## Alter
Die Wall-Graben-Anlagen außerhalb der Kernburg werden wegen ihrer einfacheren Bauweise als sächsische Wallburg aus der Zeit vor den Sachsenkriegen Karls des Großen (772 bis 804 n. Chr.) angesehen. Möglicherweise ist dieser Phase eine Siedlungsschicht in der Kernburg zuzuweisen, die 14C-Daten von 635 bis 840 n. Chr. bzw. 605 bis 825 n. Chr. aufweist. Die Kernburg kann vom ausgehenden 8. bis zum späten 10. Jh. datiert werden. Die C14-Datierung eines Pfostenhauses ergab einen Wert von 920 bis 1020 n. Chr. Eine Mehrphasigkeit ist an der Nordostecke abzulesen, auch sprechen Ausbesserungs- und Stabilisierungsmaßnahmen am Südwestturm für ein längeres Bestehen der Anlage. Bereits gegen Ende des 10. Jahrhunderts endete die Nutzung der Burg.

## Aufbau
Die Wittekindsburg bei Rulle liegt auf einem Sporn des Wiehengebirges und ist im Norden und Südwesten durch steile Hänge natürlich gesichert.
Die Westseite der 140 × 110 m großen Hauptburg ist mit einer 85 cm starke Trockenmauer mit Wallhinterschüttung befestigt, vor der ein bis zu 3,15 m tiefer Spitzgraben verläuft. Nord- und Südseite sind ähnlich gesichert, allerdings ist im Süden noch ein zweiter Graben vorgelagert. Die besonders gefährdete Ostseite wird durch eine max. 1,15 m starke gemörtelte Mauer mit Wallhinterschüttung und einen bis 3,90 m tiefen Spitzgraben geschützt. In der östlichen Vorburg und der Hauptburg erfolgt der Zugang jeweils durch ein Kammertor. In der Südwestecke ist ein Rundturm in die Umfassungsmauer einbezogen. In der Nordostecke steht ein quadratischer Turm von 6,75 m Seitenlänge. Er ist in die Ostmauer eingebunden, die Nordmauer bildet aber an dieser Stelle einen gangartigen Durchlass, der eventuell zu einer Wasserstelle am Hang führte. Die mehrphasige Innenbebauung bestand aus Holz- und Steinbauten, die in ihrer Funktion nicht näher bestimmt werden können.
Die östliche Vorburg ist ebenfalls mit einer Mörtelmauer mit Wallhinterschüttung befestigt. Westlich ist der Hauptburg ein ungleichmäßiger Wall mit ausgebrochener Blendmauer vorgelagert. Mehrere Wall-Graben-Systeme sicherten das Vorfeld, der Durchlass erfolgte durch ein Zangentor.
Erste archäologische Untersuchungen nahm der Prähistoriker Carl Schuchhardt um 1890 vor. Umfangreichere Ausgrabungen fanden von 1966 bis 1972 statt und wurden 2001 fortgeführt.

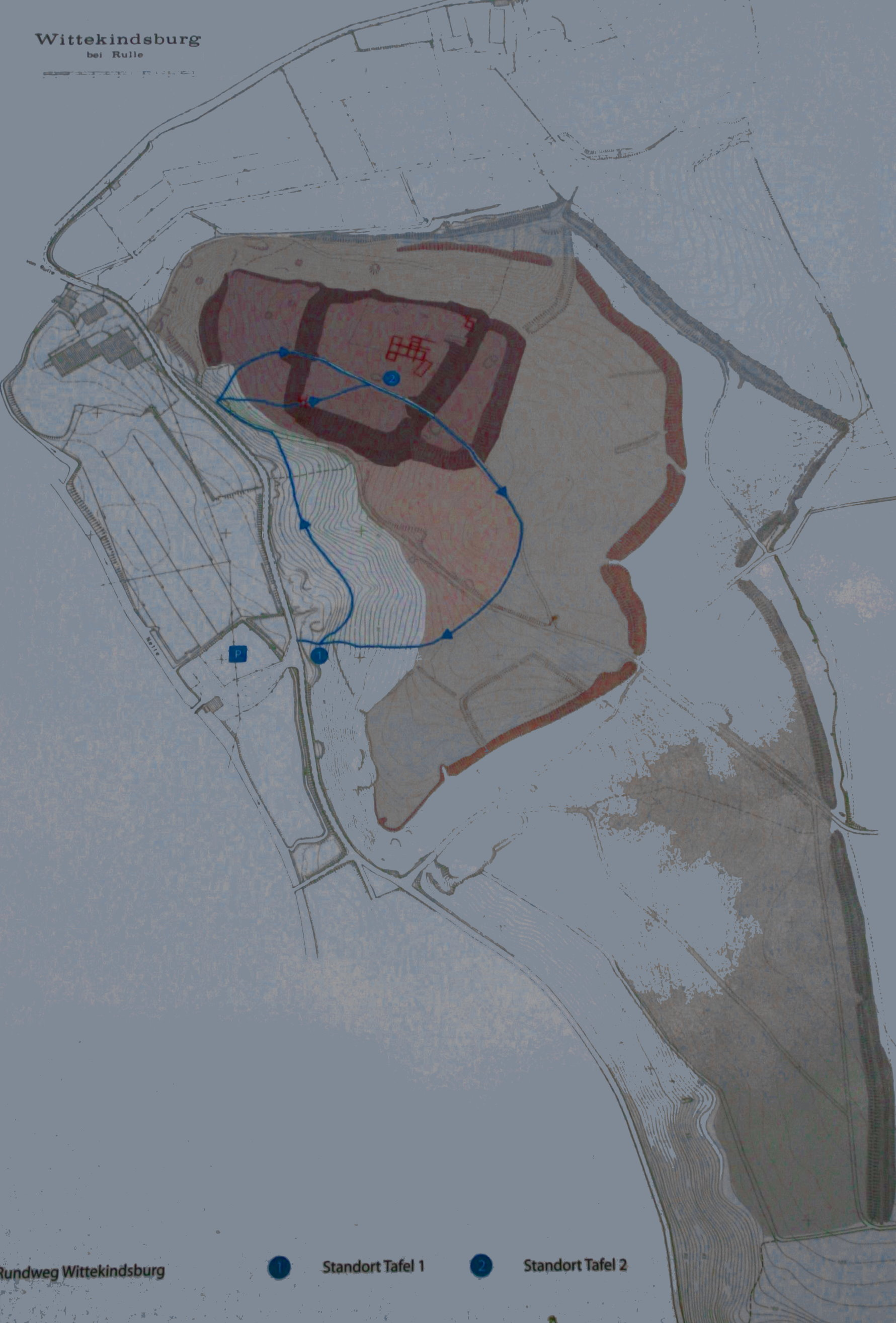
Grundriss der Burganlage
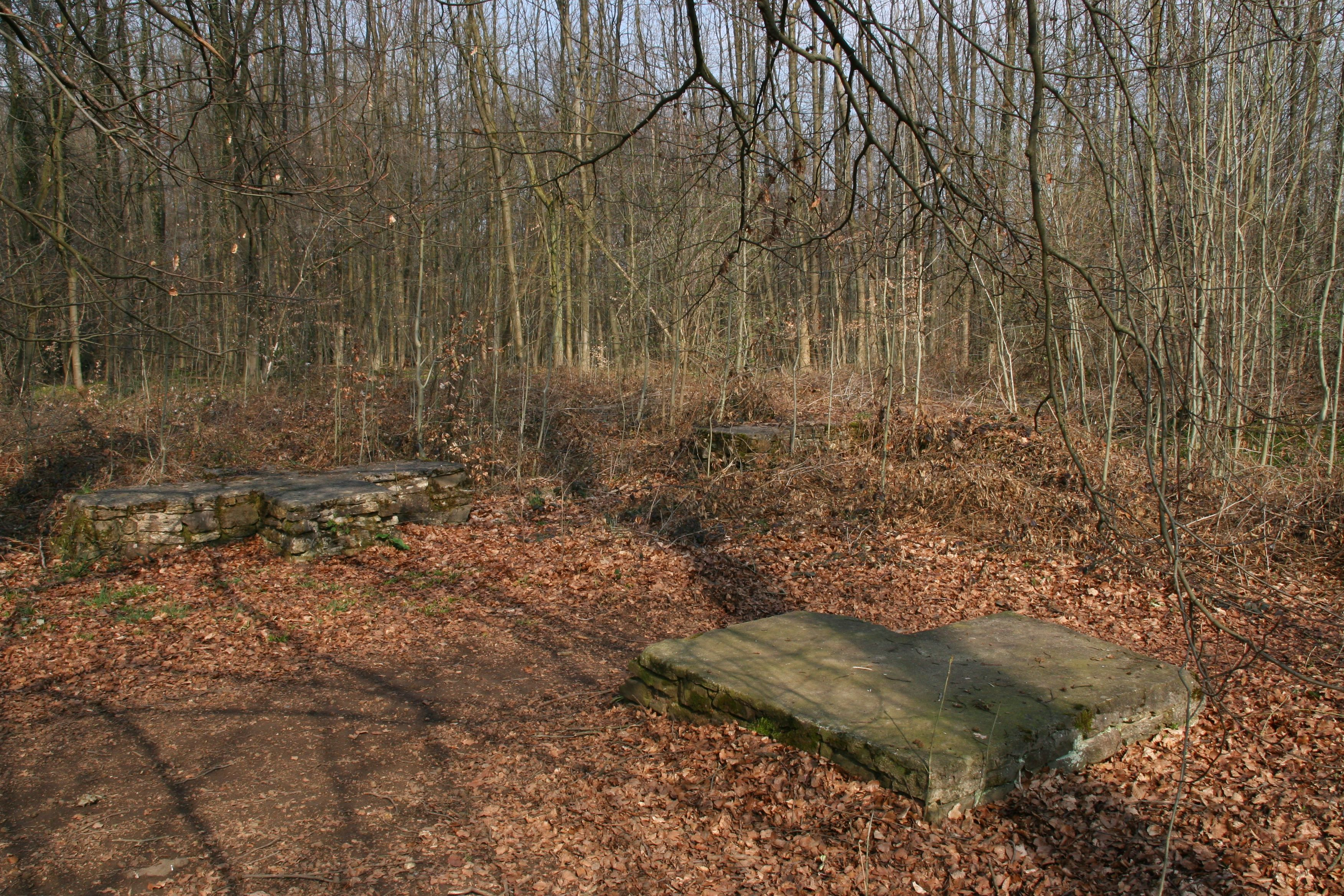
Hausfundamente
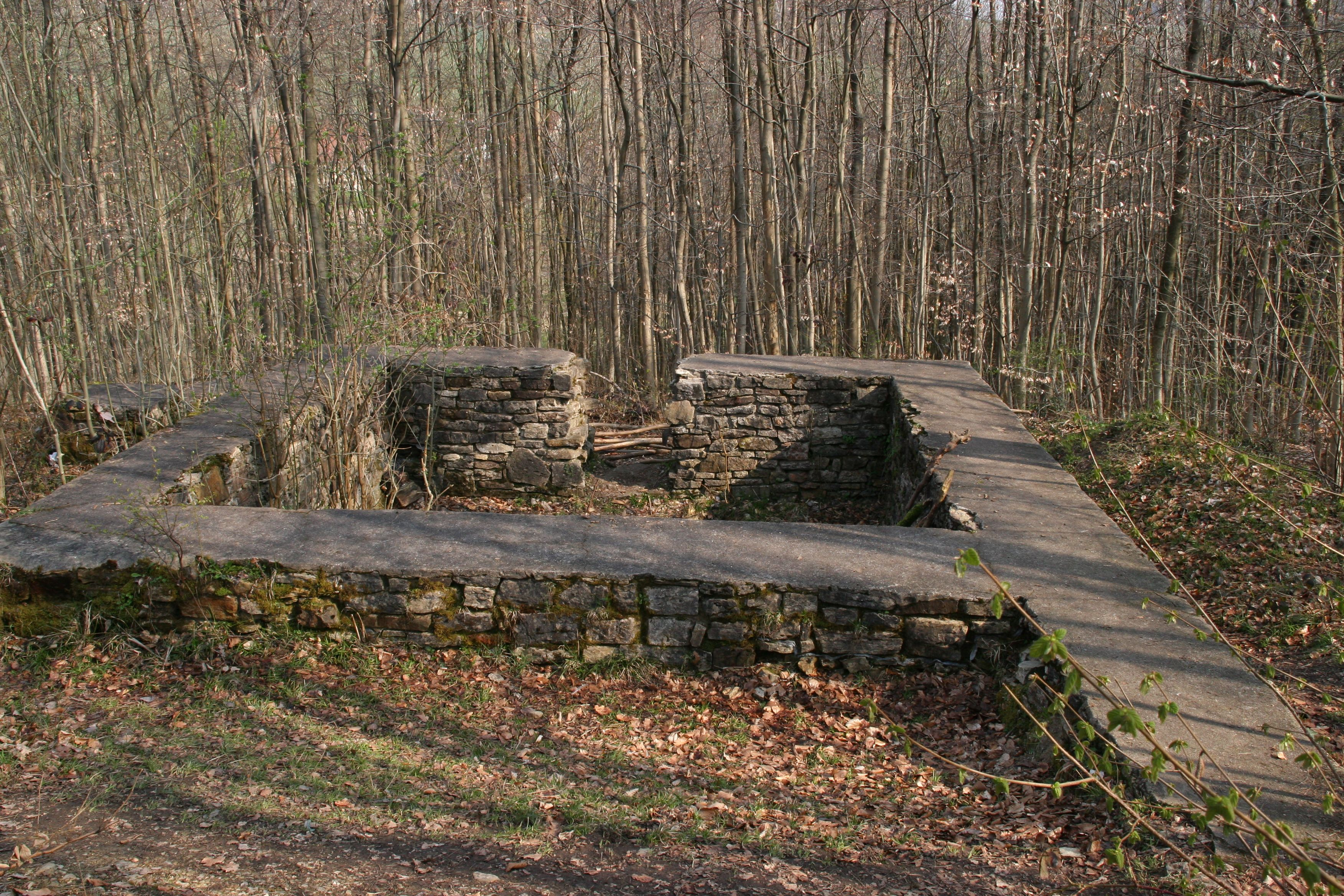
Rechteckturm
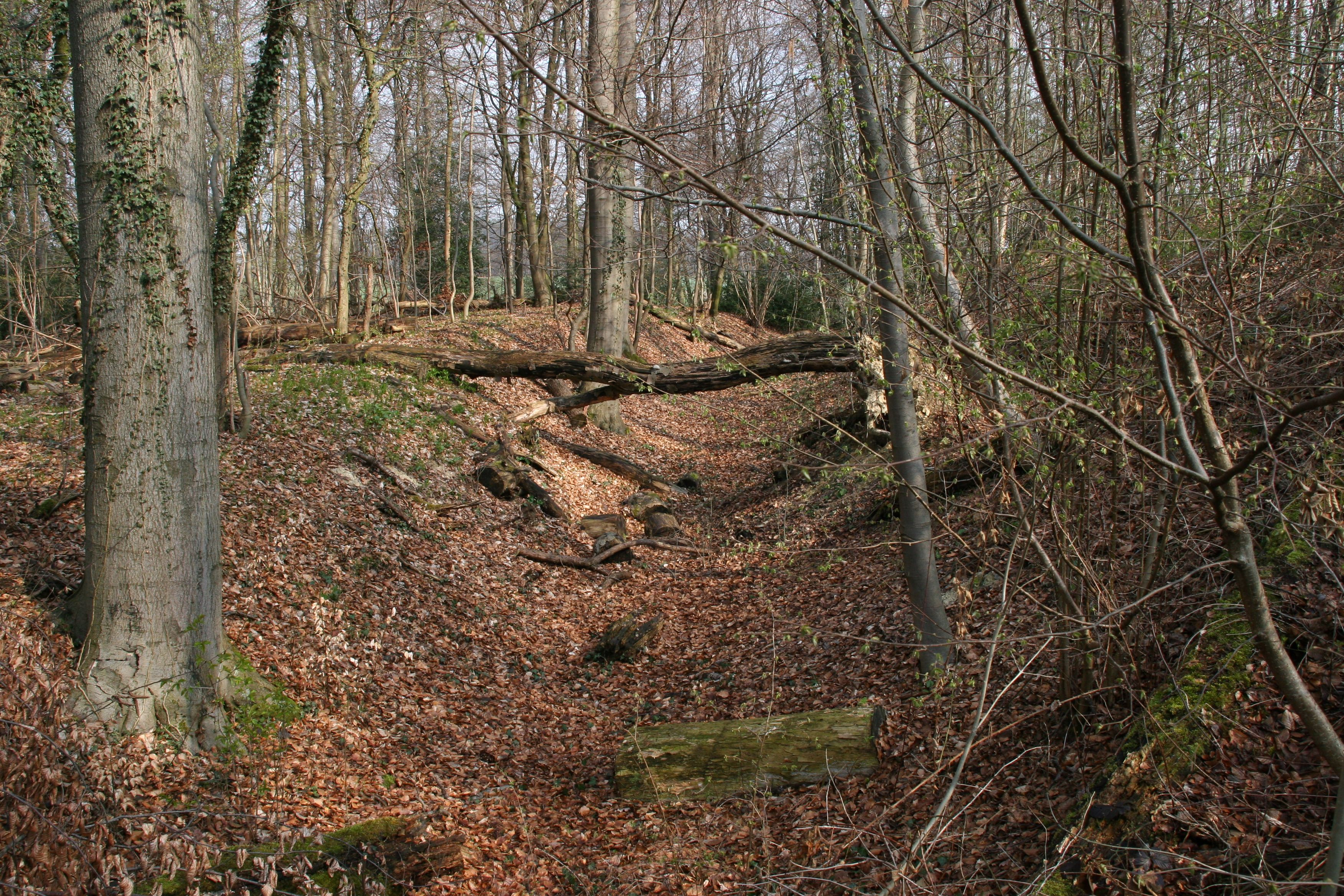
Wallanlagen

## Historische Quellen
Die Wittekindsburg gehört zu den frühgeschichtlichen Befestigungen, die von den Sachsen im 8. Jahrhundert als Fluchtburgen errichtet worden und später unter den Karolingern nach deren Eroberung Sachsens zur Herrschaftssicherung übernommen und neu befestigt worden sind.
Die erstmalige Erwähnung der Wittekindsburg in den Schriftquellen erfolgte erst nach dem Ende der Belegungszeit. In einer Urkunde des Klosters Rulle von 1253 ist von einem Bauernhaus in der Wittekindsburg die Rede. Es existieren im Osnabrücker Land und im nördlichen Westfalen zahlreiche Burgen, die im Volksmund „Wittekindsburg“ genannt wurden. Ein tatsächlicher Bezug zum Sachsenfürsten Widukind kann daraus aber nicht abgeleitet werden.